# Santo Hipólito
Santo Hipólito é um município brasileiro do estado de Minas Gerais. Sua população recenseada em 2022 era de 2 717 habitantes.
Localizado na margem direita do Rio das Velhas e também banhado pelo Rio Pardo, o município tem sua economia baseada na agricultura e pecuária. Cidade criada à margem de um extinto ramal ferroviário da antiga Estrada de Ferro Central do Brasil,  apresenta ricas paisagens com grutas, cachoeiras e outros pontos pitorescos.